# João de Durnay
João de Durnay (em francês: Jean de Durnay) foi o barão de Gritzena no Principado da Acaia no final da década de 1280 e começo da década de 1290.

## Vida
A possessão original da família, a Baronia de Calávrita, foi perdida para os bizantinos no começo da década de 1260 ou começo da década de 1270. Segundo Antoine Bon, o pai de João, Godofredo de Durnay, recebeu a Baronia de Gritzena em compensação. João sucedeu seu pai como senhor de Gritzena (e barão titular de Calávrita) em algum momento após 1283. Em 1289/1290, ele aparece, junto com João Chauderon, como um dos principais auxiliares do novo príncipe da Acaia, Florente de Hainaut, em seus esforços para restabelecer a administração e paz interna apropriada do principado.
Em 1292, após uma série de raides destrutivos na Grécia e ilhas mantidas pelos latinos do mar Egeu, o almirante aragonês Rogério de Lauria liderou sua frota para ancorar em Navarino. Com o príncipe Florente ausente na Itália, o castelão loca, Jorge I Ghisi, reuniu 200 cavaleiros, em Andrusa para opôr-se à tentativa aragonesa de saquear ou capturar os territórios na Acaia. Um combate breve mas sangrento aconteceu, no qual Rogério e João, os "mais bravos e finos cavalheiros de toda a Moreia", segundo a Crônica da Moreia, atacaram uns aos outros com tanta força que as lanças se estilhaçaram e ambos foram desmontados. No fim, os aqueus foram derrotados e Jorge Ghisi e João de Durnay foram levados prisioneiros, com João sendo salvo da morte pelos infantes aragoneses apenas através da intervenção de Rogério de Láuria. Eles foram libertados logo depois quando a frota aragonesa velejou para Glarentza e Isabel de Vilearduin pagou aos aragoneses 4 000 hipérpiros como resgate.
A linha dos Durnay e a Baronia de Gritzena desaparecem depois disso do registro. A esposa de João, cujo nome é desconhecido, foi a filha do conde palatino de Cefalônia e Zacinto Ricardo Orsini. É desconhecido se tiveram qualquer descendência.